# Kh
Kh – dwuznak występujący w języku angielskim, służący do zapisu zapożyczonych wyrazów z [x] – dźwiękiem obcym angielszczyźnie. W języku angielskim wymawiany jest jako [k].
Dwuznak ten odpowiada w języku polskim dwuznakowi ch i literze h (która obecnie w standardowej polszczyźnie wymawiana jest bezdźwięcznie, jak ch), a w języku rosyjskim – literze х.
Przykłady:
- Khrushchev
- Khan